# Slottet (dokumentarfilm)
|  | Denne artikel er oprettet af botten Steenthbot ud fra en ekstern database. Den kan derfor have sproglige fejl eller mangler. Denne skabelon kan fjernes efter kontrol af indholdet. |

 For alternative betydninger, se Slottet. (Se også artikler, som begynder med Slottet)
Slottet er en dansk dokumentarfilm fra 2014 instrueret af Eva Mulvad.

## Handling
Scenen er sat for en film om sammenstød mellem fortid og nutid - mellem det ophøjede og det ordinære. Det er en film om hierarki og om at være fanget mellem gamle traditioner og det moderne liv. Beboerne på slottet og slottets personale, der bor i den lille landsby ved siden af, er stort set ens; de har de samme rettigheder i samfundet, de har gået i skole og tager del i det danske samfund i dag: Men på trods af dette, eksisterer der fortsat et tydeligt skel mellem beboerne på slottet og slottets personale.